# Abbie Mitchell
Abriea „Abbie“ Mitchell Cook (* 25. September 1884 in New York City; † 16. März 1960 in New York City) war eine amerikanische Sängerin und Schauspielerin, die in den ersten Jahrzehnten des 20. Jahrhunderts für eine Afroamerikanerin eine außerordentliche Karriere als Konzertsängerin hatte.

## Leben und Wirken
Mitchell wuchs bei einer Tante in Baltimore auf, wo sie eine katholische Klosterschule besuchte. Ihr Talent als Sängerin wurde früh erkannt, und sie nahm Gesangsunterricht bei Harry T. Burleigh und Emilia Serrano. 1897 kehrte sie nach New York zurück und debütierte in der einaktigen Musical Comedy Clorindy: The Origin of the Cakewalk von Will Marion Cook und Paul Lawrence Dunbar, die eine ganze Saison im Casino Roof Garden aufgeführt wurde. Vierzehnjährig heiratete sie Cook; ihre Tochter Marion Abigail Cook wurde 1900 geboren, drei Jahre später ihr Sohn Will Mercer Cook, der später Hochschullehrer und Botschafter der USA in Niger und Senegal wurde.
Nach Auftritten bei gesellschaftlichen Anlässen in New York erhielt sie 1898 eine Hauptrolle in der Musical Comedy Jes Lake White Folks ihres Mannes. Ihren ersten internationalen Erfolg hatte sie 1903 an der Seite von George Walker und Bert Williams in der Vaudeville-Show In Dahomey, wo sie den Song Brownskin Baby Mine interpretierte. Mit der Show reiste sie nach Großbritannien, wo diese auch zum Geburtstag des Prince of Wales im Buckingham Palace aufgeführt wurde.
Nach ihrer Rückkehr in die USA trat sie einige Zeit mit Sissieretta Jones’ Black Patti Troubadours auf. 1908 erhielt Mitchell die Hauptrolle als Sopran in dem Musical Red Moon von Bob Cole und J. Rosamond Johnson. Bei der Europatournee mit dieser Produktion hatte sie auch einen Auftritt vor dem russischen Zaren Nikolaus II. Später reiste sie mit einer Jazzgruppe namens Memphis Students durch Europa.
Ihre schauspielerische Laufbahn begann Mitchell 1915 als Hauptdarstellerin am Lafayette Theatre in Harlem. Sie arbeitete in den 1920er und 1930er Jahren auch an anderen Bühnen für afroamerikanische Schauspieler wie dem Pekin Theater in Chicago und dem Howard Theater in Washington und trat in mehr als zwei Dutzend Stücken auf wie The Count of Monte Cristo, Othello, The Chocolate Soldier, The Emperor Jones, Mulatto (von Langston Hughes) und The Little Foxes (von Lillian Hellman).
Daneben unternahm sie 1920 als Sängerin eine Europatournee mit Will Marion Cooks Southern Syncopated Orchestra. Sie profilierte sich als Sängerin der Songs von Cook, Florence Price, und Margaret Bonds und gab 1931 ein Rundfunkkonzert mit französischen Liedern von Claude Debussy, Henri Duparc und Félix Fourdrain, deutschen Liedern von Kurt Pahlen, Gedichten von Langston Hughes und Countee Cullen sowie Spirituals von Will Cook. 1935 spielte und sang sie die Rolle der Clara in der Uraufführung von George Gershwins Oper Porgy and Bess. Sie war auch die erste Interpretin von Summertime auf einem Tonträger (der allerdings erst 1974 veröffentlicht wurde).
Ab 1931 leitete Mitchell das Department Gesang am Tuskegee Institute. Nach 1935 arbeitete sie weiterhin als Schauspielerin, jedoch nicht mehr als Sängerin. 1947 hatte sie in Westport (Connecticut) ihren letzten Auftritt in dem Stück The Skull Boat. Nach ihrer aktiven Laufbahn blieb sie dem Theater als Mitarbeiterin der Negro Actors Guild verbunden. Nach langer Krankheit starb sie 1960 im Harlem Hospital in New York.